# Nguyễn Văn Toàn
Pour le footballeur international vietnamien né en 1996, voir Nguyễn Văn Toàn (football).
Nguyễn Văn Toàn (né le 6 octobre 1932 à Hué et mort le 19 octobre 2005 à Los Angeles) est un général de l'Armée de la république du Viêt Nam. Il fuit le pays après la chute de Saïgon en 1975.

## Biographie
Il fait ses études à l'Académie militaire de Dalat en 1952 avant d'être promu au rang d'officier. Il est démis de ses fonctions de général du IIe Corps en 1974 par le président Nguyễn Văn Thiệu lors d'une campagne anti-corruption. Durant la fin de la guerre du Viêt Nam, en 1975 lors de la campagne Hô-Chi-Minh, il a sous son commandement le IIIe Corps de la République du Viêt Nam et participe à la défense de Saïgon. Il fuit le Sud-Viêt Nam en raison de l'écrasante supériorité des forces communistes le 30 avril 1975.

## Crédits
- (en) Cet article est partiellement ou en totalité issu de l’article de Wikipédia en anglais intitulé « Nguyen Van Toan » (voir la liste des auteurs).